# コノハけいぶ
コノハけいぶは、愛知県警察のマスコットキャラクターである。

## 概要
愛知県警が1991年（平成3年）7月8日に制定した。愛知県の県鳥であるコノハズクをモチーフにしており、県民から幅広く親しまれるよう「警部」の階級を用いた。デザインは外部の広告会社のデザイナーが手掛けた。
全国の警察マスコットキャラクターの中で唯一、コノハけいぶだけが警察官の階級を持っている。

## コノハけいぶファミリー
2010年（平成22年）には新たに「コノハけいぶファミリー」が誕生し、同年9月21日に県警のホームページで掲載された（括弧内はコノハけいぶとの続柄）。ファミリーのデザインは県警内で公募され、504点の中から熱田警察署・西警察署の署員計2人がデザインした案が採用された。男女共同参画の観点から、コノハけいぶの妻「コノハまま」も警察官（階級は夫と同じ警部）として設定されている。
- コノハじぃじ（父）[4]
- コノハばぁば（母）[4]
- コノハまま（妻）[4]
- コノハあい（長女）[4]
- コノハまもる（長男）[4]
- コノハみらい（次女）[4]

ファミリーは主に県警のホームページ・職員向けに発行される機関誌で使用されている。

## 使用例
着ぐるみがイベント会場で使用されたり、押しボタン式信号機のカバーとして使用されたりしている。また、県警の南久屋交番はコノハけいぶをモチーフに設計されているほか、交通事故防止を啓発するため、スーパーマーケットの半額シールにも採用されている。